# Petr Nárožný
Petr Nárožný (* 14. dubna 1938 Praha) je český herec, komik, vypravěč, moderátor a bavič.

## Život
Část druhé světové války prožil v Německu, kde zažil spojenecká bombardování. V dětství chtěl být lékařem a hrál ochotnické divadlo v osvětové besedě. Po jedenáctiletce dálkově vystudoval stavební fakultu na ČVUT v Praze (promoval roku 1968). Jeho spolužákem zde byl pozdější kolega z divadla Semafor zpěvák Pavel Bobek, se kterým spolupracoval i jako stavební inženýr. V roce 1968 začínal jako poloprofesionální moderátor a bavič na koncertech skupiny Rangers, které uváděl se svým hereckým kolegou Michalem Pavlatou, je tak i unikátně zachycen na jedné z prvních gramofonových desek skupiny Rangers. 
V roce 1973 obdržel angažmá z divadelního spolku Semafor, kde osm let vystupoval v komické trojici s Luďkem Sobotou a Miloslavem Šimkem, s nimiž si pak zahrál i ve filmu Jen ho nechte, ať se bojí. Jeho filmovým debutem byla epizodní role závodníka Volejníka v komedii Jáchyme, hoď ho do stroje, kde upoutal svým jedinečným cholerickým projevem a grimasami. Zahájil tak bohatou filmovou a televizní kariéru, kde se objevil v desítkách snímků, většinou v rolích malých, ale občas i hlavních (např. „šéfovský“ cyklus). Často ztvárňoval komické karikatury komisních despotů, nebo různé doktory, vrchní apod.
Od roku 1980 byl členem hereckého souboru Činoherního klubu v Praze v ulici Ve Smečkách. Zde poprvé zazářil v Zuckmayerově divadelní hře Hejtman z Kopníku, kterou vysílala ze záznamu několikrát i Česká televize. Poslední představení odehrál v červnu 2022.
Namluvil několik populárních večerníčků, z nichž nejznámější je Mach a Šebestová či Žofka a spol. V roce 2019 načetl audioknihu Černošský Pán Bůh a páni Izraeliti / Starej zákon a proroci (vydala Audiotéka). V roce 2011 získal na Zlín Film Festivalu ocenění Zlatý střevíček za mimořádný přínos kinematografii pro děti a mládež.
Mezi jeho osobní koníčky patří historie, především dějiny střední Evropy v 19. století.
S manželkou Ivou Nárožnou, rozenou Černou, má syna Petra (* 1980) a dceru Kateřinu a od ní vnučky Emmu (* 2014) a Aničku (* 2014).

## Filmografie – výběr
- 1974 – Jáchyme, hoď ho do stroje! – Volejník
- 1975 – Páni kluci – řídící
- 1975 – Romance za korunu – vrchní
- 1976 – Marečku, podejte mi pero! – Ing. Týfa
- 1976 – Parta hic – horník Kynkal
- 1977 – Což takhle dát si špenát – kuchař Richard
- 1977 – „Já to tedy beru, šéfe...!“ – Oto Vacák
- 1978 – Jen ho nechte, ať se bojí – Metoděj Mydloch
- 1978 – Jak dostat tatínka do polepšovny – pošťák Fanda
- 1980 – Blázni, vodníci a podvodníci – Evžen Horák
- 1980 – Nenechte se rušit (TV film) – Karel Kvasil
- 1980 – Ten svetr si nesvlíkej – otec Karel
- 1982 – Hlavní výhra – Vondřich
- 1982 – Šéfe, to je věc! – Pepan
- 1984 – S čerty nejsou žerty – kaprál
- 1984 – Šéfe, jdeme na to! – Pepan
- 1984 – Šéfe, vrať se! – Pepan
- 1985 – Já nejsem já – Ing. Záruba
- 1986 – Co takhle svatba, princi? – král Bedřich Spěšný
- 1986 – Velká sýrová loupež
- 1988 – Ať přiletí čáp, královno! (TV film) – král Bedřich Spěšný
- 1988 – Na dvoře je kůň, šéfe! – Pepan
- 1989 – V tomhle zámku straší, šéfe! – Pepan
- 1989 – Útěk ze seriálu – Martin Hofman (alias náměstek Sláma)
- 1993 – Jedna kočka za druhou
- 1993 - Arabela - Karel Majer ml.
- 1993 – Svatba upírů – strýc Archibald
- 1996 – Kouzelný měšec
- 2002 – Útěk do Budína
- 2010 – Dešťová víla
- 2012 – Probudím se včera
- 2012 – Líbáš jako ďábel
- 2012 – Láska je láska
- 2016 – Strašidla
- 2016 – Dvojníci
- 2019 – Poslední aristokratka
- 2021 – Policejní historky
- 2021 – Stáří není pro sraby
- 2023 – Klíč svatého Petra

## Televize

### Seriály – výběr
- 1981 – Škola za školou – učitel
- 1982 – Dynastie Nováků – JUDr. Šesták
- 1983 – Létající Čestmír – holič Blecha
- 1984 – Bambinot
- 1984 – Sanitka – garážmistr Pudil
- 1988 – Cirkus Humberto – Kostečka
- 1993 – Arabela se vrací - Karel
- 1994 – Bylo nás pět – pan Vařeka
- 1996 – Hospoda – hospodský Dušek
- 2004 – Černí baroni – gen. Mandel
- 2004 – Pojišťovna štěstí (TV seriál) – dr. Karel Kraus
- 2010 – Okresní přebor (16. díl)
- 2017 – Trpaslík (TV seriál) – učitel
- 2021 – Hvězdy nad hlavou (TV seriál)

### Pořady – výběr
- Komici na jedničku – moderátor[7]
- Zlatíčka – moderátor

### Večerníček
- 1976–1983 – Mach a Šebestová
- 1981 – Cvalda Olda
- 1982 – Kamarádi, uličníci a medvídek Chlup
- 1987 – Hugo z hor
- 1988 – Žofka a její dobrodružství
- 1990 – Pestrý život jedné kočky
- 1996 – Žofka ředitelkou ZOO
- 1998 – Mach a Šebestová na prázdninách
- 2001 – Pučálkovic Amina
- 2005 – Mach a Šebestová na cestách

## Rozhlas
- 1994 – Robert Louis Stevenson: Podivný případ Dr. Jekylla a pana Hyda.[8]
- 1998 Hector Hugh Munro: Povídka Podivné příběhy lorda Clovise, překlad: František Vrba,  dramatizace: Jan Žáček, účinkují: Viktor Preiss, Květa Fialová, Stella Zázvorková, Otakar Brousek starší, Petr Nárožný, Jorga Kotrbová, Jiří Štěpnička, Václav Vydra, Stanislav Fišer; režie: Josef Červinka.
- 1999 Karel Poláček: U zlatého havrana. Rozhlasová hra, dramatizace Jiří Hubička, režie Ivan Chrz, hráli: Jan Hartl, Stanislav Fišer, Jan Kraus, Jiří Ornest, Václav Knop, Jan Skopeček, Petr Nárožný, Milan Stehlík, Miroslav Donutil, Daniela Sochorová, Petr Mandel, Petr Šplíchal, Vladislav Knapp a Milan Křivohlavý.

## Audioknihy
- 2020 – Škoda slova, které padne vedle[9]